# Educação em Madagáscar

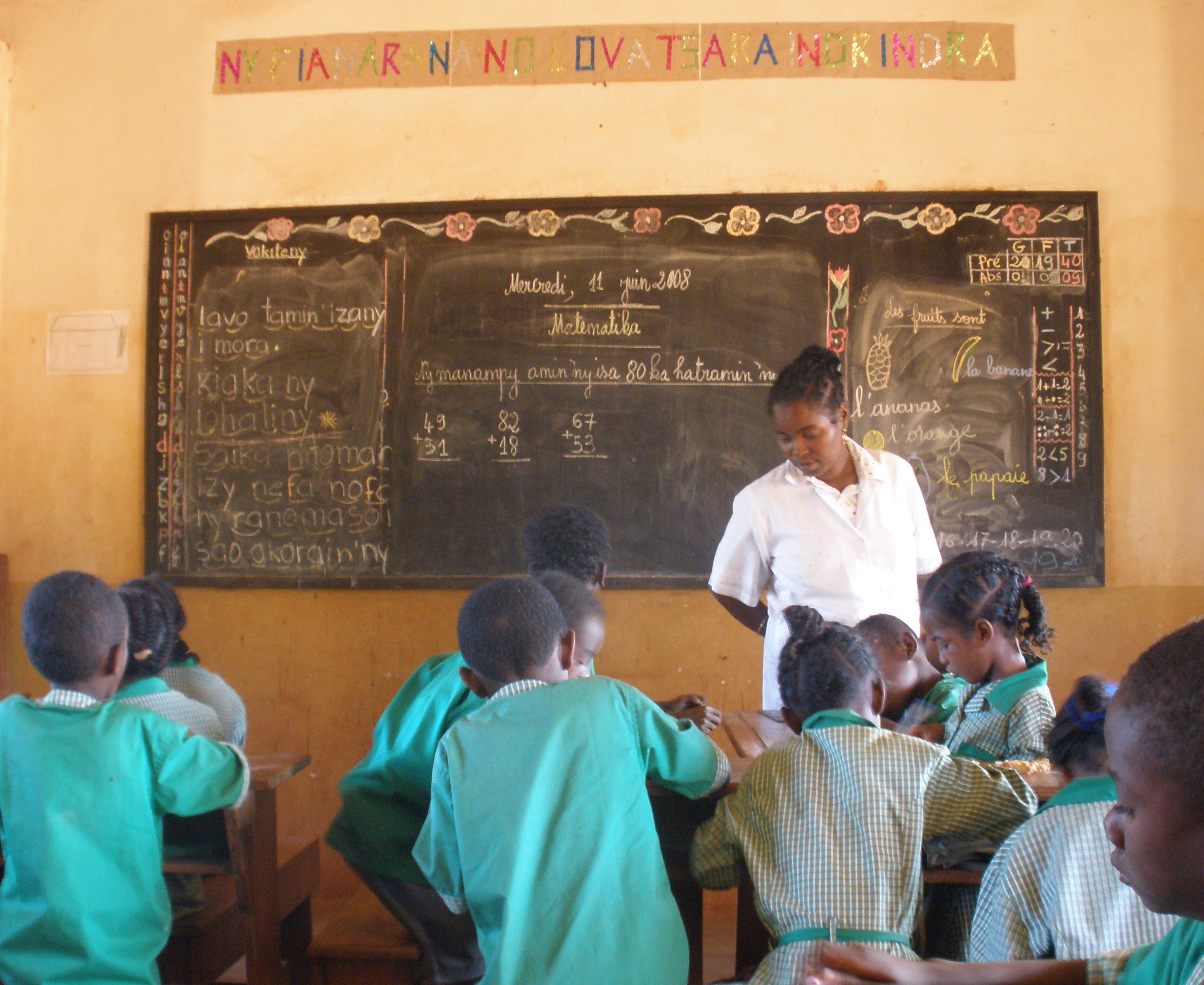
Uma sala de aula de escola primária pública rural fora de Antsiranana, Madagascar (2008)

A educação em Madagascar tem uma longa e distinta história.  A educação formal começou com marinheiros árabes medievais, que estabeleceram um punhado de escolas primárias islâmicas (kuttabs) e desenvolveram uma transcrição da língua malgaxe usando escrita árabe, conhecida como sorabe. Essas escolas foram de curta duração e a educação formal foi apenas para retornar sob o reino de Madagascar do século XIX, quando o apoio de sucessivos reis e rainhas produziu o sistema de escolas públicas mais desenvolvido na África Subsaariana pré-colonial. No entanto, as escolas formais limitaram-se em grande parte às terras altas centrais ao redor da capital de Antananarivo e foram freqüentadas por crianças da classe nobre andriano. Entre outros segmentos da população da ilha, a educação tradicional predominou no início do século XX.  Essa transmissão informal de conhecimentos, habilidades e normas comunais foi orientada para preparar as crianças para ocupar seu lugar em uma hierarquia social dominada pelos anciãos da comunidade e particularmente pelos ancestrais (razana), que acreditavam supervisionar e influenciar os eventos na Terra.

## História da educação em Madagascar

### Antes de 1820
Tradicionalmente, a educação em Madagascar era um assunto informal que consistia na transmissão das normas sociais, práticas e conhecimentos desenvolvidos e transmitidos dentro da comunidade por gerações.  A estrutura hierárquica da maioria das comunidades tradicionais malgaxes colocava os anciãos, pais e outras pessoas de estima sobre os membros mais jovens ou menos distintos do grupo, e sobre os quais os ancestrais (razana) exerciam a maior autoridade de todos. No contexto de uma sociedade tão estratificada, educação tradicional ressaltou a importância de manter o seu lugar adequado, as pessoas treinadas na devida observância do ritual e inumeráveis fady (tabus) e, acima de tudo, ensinou o respeito aos antepassados.

### 1820–1896

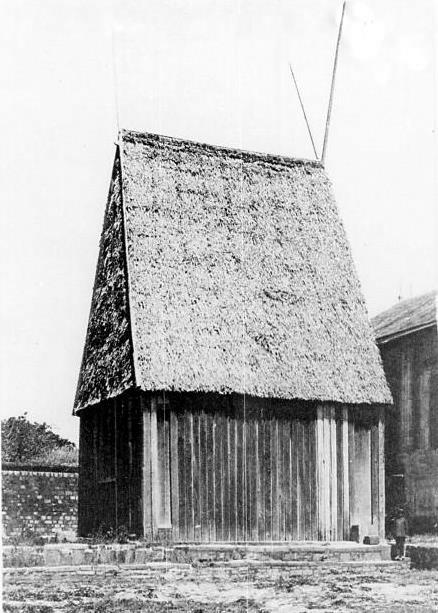
Besakana, local da Escola do Palácio original no complexo Rova de Antananarivo

O primeiro-ministro Rainilaiarivony (1864–1895), que se casou comRasoherina (1863–1868), Ranavalona II (1868–1883) e Ranavalona III (1883–1897) em sucessão, reabriu e expandiu dramaticamente o sistema de escolas a partir de 1864.  A política de escolaridade obrigatória entre os andriana foi restabelecida em 1872; em 1881, a escolaridade foi declarada obrigatória para todas as crianças malgaxes, independentemente da etnia ou classe. Dois anos depois, 1.155 escolas missionárias estavam fornecendo educação básica para 133.695 estudantes, estabelecendo o sistema escolar malgaxe como o mais desenvolvido na África Subsaariana pré-colonial.

### 1896–1960

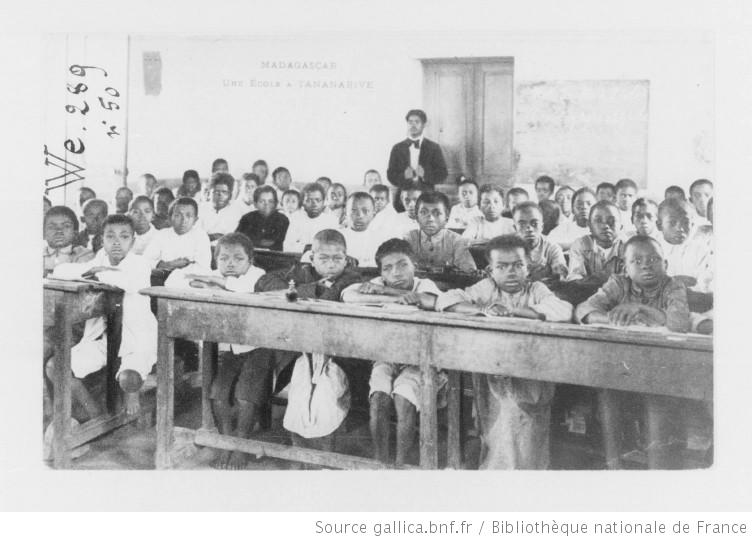
A educação no período colonial procurou criar trabalhadores produtivos.

Durante o período colonial, os franceses estabeleceram um sistema de escolas públicas que se dividia em duas partes: escolas de elite, modeladas segundo as da França e reservadas para os filhos de cidadãos franceses (um status que poucos malgaxes desfrutavam); e escolas indígenas para os malgaxes, que ofereciam educação prática e vocacional, mas não tinham como objetivo treinar estudantes para posições de liderança ou responsabilidade.  Nos primeiros sete anos do período colonial, foram criadas 650 escolas indígenas, metade das quais estavam dispersas nas áreas costeiras, onde as escolas do Reino de Madagascar não haviam chegado. Esta iniciativa ampliou o número de estudantes em Madagascar em 50.000, que estudaram um currículo focado principalmente na aquisição da língua francesa e conhecimentos básicos em áreas como higiene e aritmética. As antigas escolas missionárias continuaram a representar uma alternativa educacional viável até 1906, quando as leis francesas impuseram restrições rigorosas ao seu funcionamento, forçando milhares de estudantes a sair das escolas missionárias sem a capacidade adequada para acomodá-los dentro do sistema público.

## Estrutura
A educação é obrigatória para crianças entre as idades de seis e quatorze anos. O sistema educacional atual oferece educação primária por cinco anos, dos seis aos onze anos. O ensino secundário tem a duração de sete anos e é dividido em duas partes: um nível secundário júnior de quatro anos, dos doze aos quinze anos, e um segundo nível sénior de três anos, dos dezesseis aos dezoito anos.  No final do nível júnior, os formandos recebem um certificado e, no final do nível sénior, os diplomados recebem o bacharelato (o equivalente a um diploma do ensino secundário). Um sistema de ensino secundário vocacional, o collège professionelle (colégio profissional), é o equivalente ao nível secundário júnior; a collège technique (faculdade técnica), que confere a técnica baccalauréat (diploma técnico), equivale ao nível superior.